# 尖峰雀跃蛛
尖峰雀跃蛛（学名：Spartaeus jianfengensis）为跳蛛科雀跃蛛属的动物。在中国大陆，分布于海南等地。该物种的模式产地在海南。